# Hartland (Connecticut)
Hartland – miasto w Stanach Zjednoczonych, w stanie Connecticut, w hrabstwie Hartford.